# (4596) 1981 QB
(4596) 1981 QB es un asteroide perteneciente a los asteroides Amor descubierto por Charles Thomas Kowal desde el observatorio del Monte Palomar, Estados Unidos, el 28 de agosto de 1981. Aún no ha recibido nombre definitivo.

## Características orbitales
1981 QB orbita a una distancia media de 2,24 ua del Sol, pudiendo acercarse hasta 1,078 ua y alejarse hasta 3,402 ua. Tiene una inclinación orbital de 37,09 grados y una excentricidad de 0,5186. Emplea en completar una órbita alrededor del Sol 1225 días.
1981 QB es un asteroide cercano a la Tierra.
Los próximos acercamientos a la órbita terrestre ocurrirán el 31 de agosto de 2028, el 8 de septiembre de 2038 y el 10 de septiembre de 2048.

## Características físicas
La magnitud absoluta de 1981 QB es 16.